# Ari Suhonen
Ari Suhonen (* 19. Dezember 1965 in Porvoo) ist ein ehemaliger finnischer Mittelstreckenläufer.
Er gewann im Freien und in der Halle insgesamt 22 nationale Meistertitel. Zwischen 1985 und 1993 wurde er allein im 800-Meter-Lauf neunmal in Folge finnischer Meister. Seine größten internationalen Erfolge feierte er bei Leichtathletik-Halleneuropameisterschaften. Über 800 m gewann er 1987 in Liévin die Bronzemedaille und im 1500-Meter-Lauf holte er 1988 in Budapest den Titel. Außerdem siegte er bei der Universiade 1989 in Duisburg im 800-Meter-Lauf.
Ari Suhonen ist 1,85 m groß und hatte ein Wettkampfgewicht von 68 kg.

## Bestleistungen
- Freiluft:
  - 800 m: 1:44,10 min, 16. August 1989, Zürich
  - 1500 m: 3:36,89 min, 9. August 1987, Lohja
- Halle:
  - 800 m: 1:48,93 min, 21. Februar 1987, Liévin
  - 1500 m: 3:45,71 min, 5. Februar 1992, Stockholm